# Victor Léonard Michiel
Victor Léonard Michel (Gand, 10 gennaio 1851 – Bruxelles, 4 dicembre 1918) è stato un generale belga, che ricoprì il ruolo di governatore militare della piazzaforte di Namur durante le fasi iniziali della prima guerra mondiale. Ricoprì l'incarico di ministro della guerra del primo governo de Broqueville.

## Biografia
Nacque a Gand il 10 gennaio 1851,  figlio di Pierre e Jeanne Adriaenssens. Ammesso a frequentare la Scuola militare il 22 novembre 1868, ne uscì quattro anni dopo con il grado di sottotenente d'artiglieria. Promosso tenente nel 1872, in seguito divenne capitano comandante del 1er Régiment dell'Armèe belge. Sollecitato dal Re Leopoldo II, che era preoccupato per le difese dello Stato Libero del Congo, il 6 aprile 1894 partì alla volta dell'Africa dove, con il grado di capitano della Force Publique, si dedicò al rafforzamento delle difese sul basso corso del fiume Congo. Trasformò la batteria di Shinkakasa in un'opera fissa, equipaggiandola con cannoni Nordenfeld da 47 mm e mitragliatrici Maxim. Rientrò in Patria il 14 maggio 1896, ma già nel 1898 ritornò nello Stato libero del Congo con il grado di maggiore. In qualità di commissario du Roi-Souverain, assimilabile all'incarico di vicegovernatore generale (6 maggio 1889), eseguì numerose missioni nei distretti di Stanley-Pool, dell'Équateur, del Bangala, del Lago Leopoldo II e di Lualaba-Kasai ispezionando le unità della Force publique e i loro centri di addestramento. Il suo dinamismo e il suo zelo gli valsero il soprannome di “Tigre”. Rientrò in Belgio nell'agosto 1900, riprendendo i propri incarichi in seno all'esercito. Fu promosso maggior generale il 27 marzo 1910, venendo nominato Ministro della guerra del primo governo de Broqueville il 3 aprile 1912, ricoprendo tale incarico fino all'11 novembre dello stesso anno. Elevato al rango di tenente generale il 26 marzo 1913, andò in pensione l'11 novembre dello stesso anno. Con lo scoppio della prima guerra mondiale, nell'agosto 1914, rientrò in servizio attivo venendo nominato governatore militare della piazzaforte di Namur. Diresse con grande energia la difesa, e poi si distinse nell'evacuazione delle sue truppe verso la frontiera francese, salvandole dalla cattura da parte dei tedeschi. Si spense a Bruxelles il 4 dicembre 1918.

### Fonti
1. 1 2 3 4  Geary 2003, p. 32.
2. 1 2 3 4 5 6 7 8  Kaowarsom.